# Philippe Desmet
Philippe Desmet (Waregem, 29 novembre 1958) è un ex calciatore belga, di ruolo centrocampista.

## Carriera
Ha disputato le fasi finali del Campionato mondiale di calcio 1986.